# Joseph Bruat
Joseph Bruat est un homme politique français, né le 16 mai 1763 à Grandvillars et décédé le 31 mars 1807 à Altkirch. Administrateur du département, il est député du Haut-Rhin de 1791 à 1792, siégeant avec la majorité. Il est ensuite payeur en Suisse, juge au tribunal du Haut-Rhin et président du tribunal civil d'Altkirch en 1800.

## Biographie
Claude Joseph Bruat naît le 15 mai 1763 à Grandvillars dans une famille de paysans aisés. Il fait ses études au collège royal de Colmar, puis de Pont-à-Mousson, avant de débuter des études supérieures à la faculté de droit de Strasbourg, dont il sort avec la licence en 1786. Il est par la suite employé comme avocat au conseil souverain d’Alsace, puis entre au directoire du département du Haut-Rhin le 3 juin 1790, avant toutefois d’en démissionner dès le mois de novembre. Pendant cette période, il est également membre de plusieurs associations, dont Tabagie littéraire, de la société des amis de la Constitution de Strasbourg à partir de juillet 1790, puis de celle de Colmar à partir de mars 1791.
Il se présente aux élections législatives de 1791 et est élu député du Haut-Rhin le 30 août 1791 avec 232 voix sur 391 votants. Siégeant avec la majorité réformatrice à l’assemblée législative, sa principale action consiste à demander le réexamen du traité de Versailles,. Au cours de son mandat, il est également nommé commissaire de l’Assemblée nationale près l’armée du Centre de août à septembre 1792. Ayant échoué à se faire réélire aux élections de 1792, il devint juge au tribunal du district de Belfort, puis procureur au tribunal d’instance d’Altkirch. Entre mai et décembre 1793 il est accusateur public attaché au tribunal criminel de l’Armée du Rhin, basé à Strasbourg.
Il enchaîne par la suite les fonctions : représentant de la République dans les départements de la Meurthe et de la Moselle, chef de secrétariat du Comité de justice de la Convention entre mars et avril 1794, trésorier-payeur de la République française en Suisse de mai 1794 à mai 1796, juge au tribunal criminel du Haut-Rhin à Colmar et enfin commissaire du gouvernement attaché au tribunal d’Altkirch, dont il devient le président le 20 juillet 1800.
Dans l’intervalle, il profite de la vente des biens nationaux pour acheter une partie de l’abbaye de Lucelle, où il projette de construire une usine métallurgique. il ne peut toutefois réaliser ce projet avant sa mort le 31 mars 1807 à Altkirch.